# Carlos Serrey
Carlos Serrey Dávila (Salta, 26 de agosto de 1873-1957) fue un abogado y político argentino, miembro del Partido Demócrata Nacional, que se desempeñó como diputado y senador nacional por la provincia de Salta.

## Biografía
Nació en la ciudad de Salta en 1873, hijo del médico prusiano Manuel M. W. de Serrey, y de Clarisa Dávila, oriunda de la provincia de La Rioja, quien era hija del gobernador Nicolás Dávila y descendiente del conquistador Juan Gregorio Bazán.
Estudió en la Facultad de Derecho y Ciencias Sociales de la Universidad de Buenos Aires, graduándose en 1894. También obtuvo un doctorado en jurisprudencia.
Integró el Concejo Deliberante de la ciudad de Salta, presidiendo dicho cuerpo en 1903. En 1907 fue miembro de la comisión de Reformas de la convención constituyente provincial. En la Legislatura provincial, fue miembro y presidente de la Cámara de Diputados y de la Cámara de Senadores.
Presidió el partido conservador Unión Provincial, fundado en 1912.
Formó parte del directorio del Banco Provincial de Salta y del Banco Sirio Libanés del Río de la Plata. Fue abogado del Banco de la Nación Argentina, del Banco Hipotecario Nacional y del Banco Español del Río de la Plata.
Sirvió por primera vez como senador nacional por la provincia de Salta entre 1906 y 1907, terminando el mandato del fallecido Francisco Uriburu. En 1910 asumió como diputado nacional por la misma provincia, renunciando en 1913.
Regresó al Senado de la Nación en 1925, con mandato hasta 1934, siendo interrumpido por el golpe de Estado de 1930. Regresó a la cámara alta en 1932, siendo reelegido en 1935. No pudo finalizar su cuarto mandato, que se extendía hasta 1944, por el golpe de Estado de 1943. Había formado parte del bloque del Partido Demócrata Nacional.
Entre 1934 y 1935 integró la comisión que investigó el comercio de carne (en el marco del Pacto Roca-Runciman), ideada y encabezada por Lisandro de la Torre. Fue autor la Ley N.° 12.345 de 1936, conocida como la Ley Serrey, que expropiaba el histórico Cabildo de Salta, que luego fue recuperado y reabierto como Museo Histórico del Norte y declarado Monumento Histórico Nacional.
Fue vicepresidente de la Comisión Nacional de Cultura y publicó artículos en el diario La Nación.
Falleció en 1957.

## Obras
- Los extranjeros en la República Argentina[1]
- Límites interprovinciales de Salta[1]
- En el Parlamento y fuera de él[1]